# Schloss Summersberg
Das kastellartige Schloss Summersberg liegt in Gufidaun in Südtirol. Es wurde von Georg von Villanders 1329 errichtet und war bis 1828 Sitz des Gerichtes in Gufidaun.

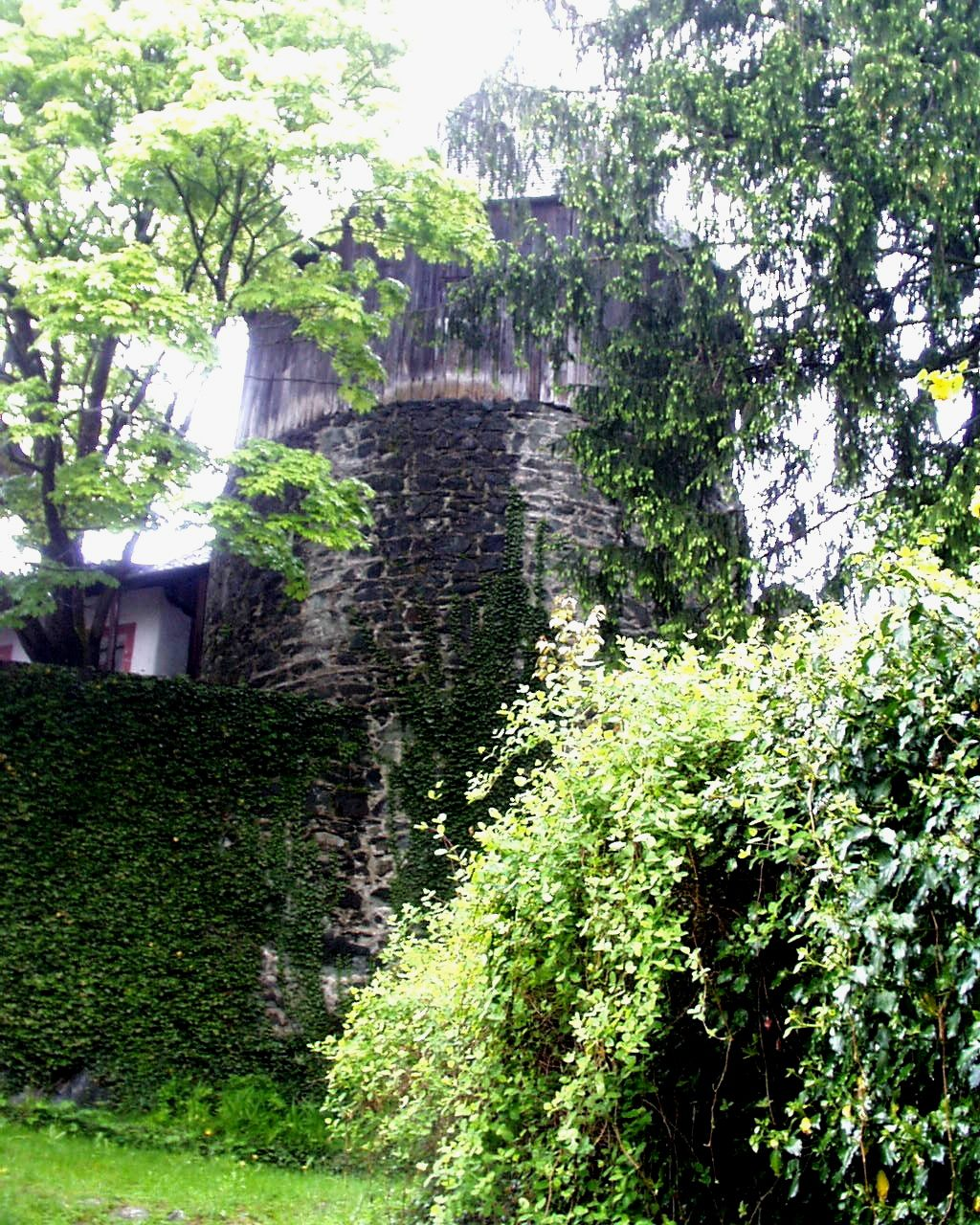
Hexenturm

## Das Schloss
Die ältesten heute noch existierenden Teile sind der Palas und der runde „Hexenturm“ aus dem 14. Jahrhundert. Erweiterungen und Zubauten stammen aus dem 15. bis 18. Jahrhundert.
Von 1619 bis 1828 war Summersberg im Besitz der Grafen Wolkenstein.
1880 kaufte Ignaz Vinzenz Zingerle das bereits etwas verfallene Schloss und ließ es wieder herrichten. Dessen Nachkommen bewohnen es bis heute (2014); es ist nicht öffentlich zugänglich. Zingerle benannte einen kleinen Saal im Schloss nach dem Bildhauer Heinrich Natter und zeigte dort seine Figur der rachesinnenden Brunhildis und in großen Fotografien seine Skulpturen Wotan, Siegfried und Joseph Haydn. Daneben war der Saal auch noch Standort einer aus Quarzstein gemeißelten Madonna aus dem 12. Jahrhundert.
Der Palas wurde 1971 mit einem Eternitdach eingedeckt. 1990 wurden der Hexenturm und die Lange Stiege mit Lärchenschindeln gedeckt. Zwischen 1991 und 1994 wurden die Außenmauern saniert. Auch der sogenannte Wolkensteintrakt wurde 2002 saniert und zeitgemäß ausgestattet.

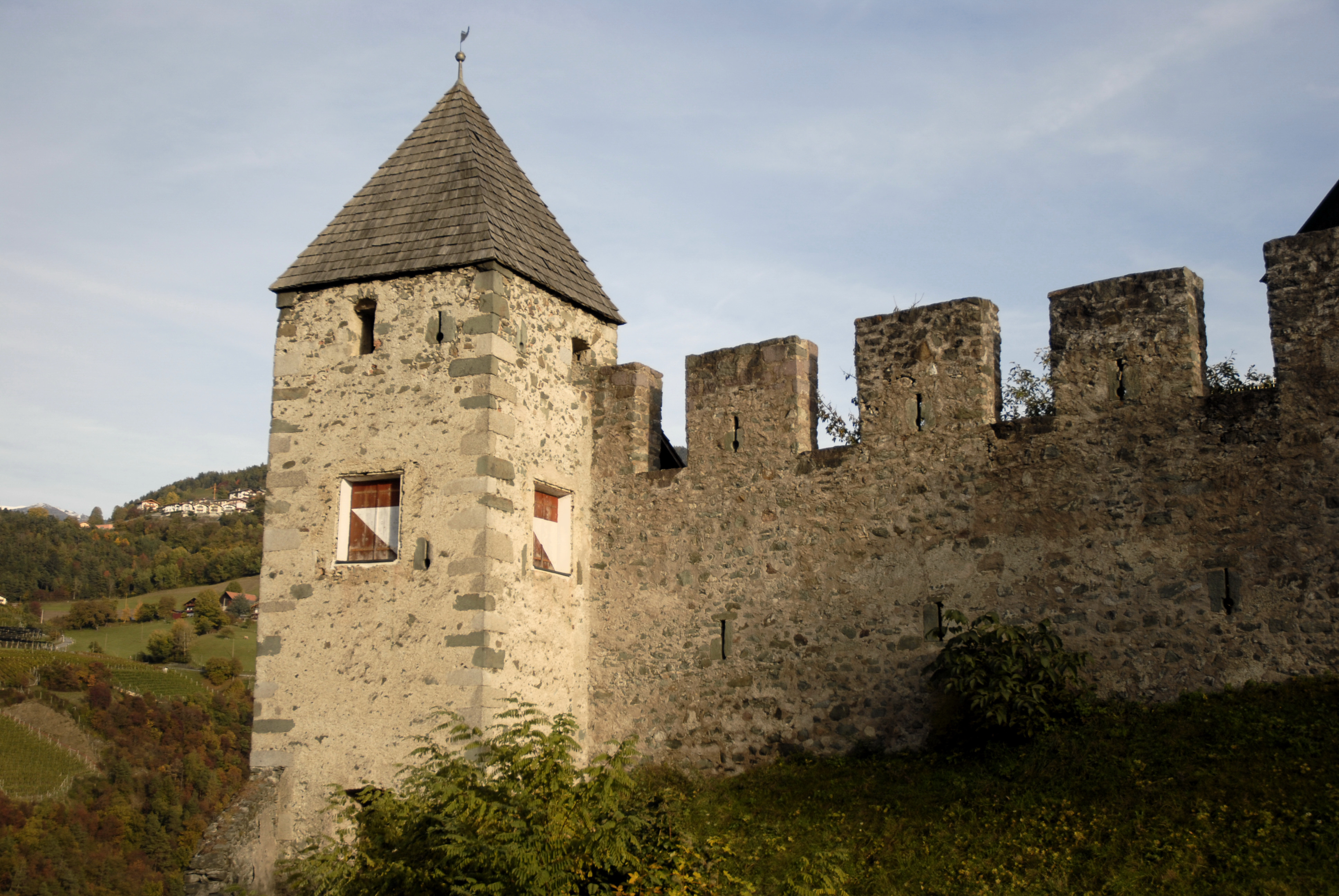
Der durch Felsabbrüche gefährdete Nordturm

## Der Schlossfelsen
Der Fels unter dem Schloss ist ein metamorph überprägter Gabbro, der sehr inhomogen ist. Schon öfter haben sich an der Nordseite Felsstürze ereignet, wobei in den 1950er-Jahren bei einem Felssturz ein etwa 20 Meter langer Abschnitt der Schlossmauer mit in den Ausgang des Villnößtals abgestürzt ist. Sicherungsmaßnahmen sollen die Nordseite des Felsen und besonders auch den Nordturm des Schlosses schützen. Zwischen 2009 und 2011 wurde die Felswand mit 332 Ankerstäben von der Abteilung Wildbach- und Lawinenverbauung des Landes Südtirols abgesichert.

## Mit dem Schloss verbundene Persönlichkeiten
- Jörg Blaurock (1490–1529), Mitbegründer der Täuferbewegung, war vom 19. August 1529 bis zu seiner Hinrichtung am 6. September 1529 in einem der Schlosstürme inhaftiert.